# 프랭크 커글러
프랭크 X. 커글러(Frank X. Kugler, 1879년 3월 29일~1952년 7월 7일)는 1904년 하계 올림픽에 출전한 독일계 미국인으로 레슬링, 역도, 줄다리기 종목에 출전했다.
1904년 레슬링 헤비급에서 은메달을, 역도 양손 인상과 덤벨 종합에서 동메달을, 줄다리기 경기에서 세인트루이스 사우스웨스트 턴버라인 2번 팀의 일원으로 동메달을 획득했다.
독일에서 미국으로 이민 온 그는 세인트루이스 사우스웨스트 턴버라인 팀의 일원이었으며, 1913년 미국 시민권을 취득했다. IOC는 1904년 세인트루이스 올림픽에서 그가 획득한 메달을 독일에 배정했지만, 커글러를 미국 대표단의 일원으로 등록했다.
그는 덤벨 경기 10개 종목 중 9개 종목에서 꼴찌를 차지했지만, 경쟁자가 단 세 명뿐이었기 때문에 동메달을 획득했다. 커글러는 같은 올림픽에서 세 가지 종목에서 메달을 획득한 유일한 선수이다.